# OpenIndiana
OpenIndiana este un sistem de operare Unix bifurcat din OpenSolaris și bazat pe illumos.